# Сан-Потіто-Ультра
Сан-Потіто-Ультра (італ. San Potito Ultra) — муніципалітет в Італії, у регіоні Кампанія,  провінція Авелліно.
Сан-Потіто-Ультра розташований на відстані близько 230 км на південний схід від Рима, 55 км на схід від Неаполя, 7 км на схід від Авелліно.
Населення — 1569 осіб (2014).

## Демографія
Населення за роками:

Станом на 1 січня 2023 року в муніципалітеті офіційно проживали 32 іноземці з 11 країн, серед них 6 громадян країн Євросоюзу та 10 громадян України.

## Сусідні муніципалітети
- Атрипальда
- Кандіда
- Манокальцаті
- Паролізе
- Сальца-Ірпіна
- Сорбо-Серпіко